# Methodologischer Individualismus
Der Methodologische Individualismus ist ein Begriff, der von Joseph Schumpeter eingeführt wurde. Ihm zufolge finden Beschreibung und Erklärung sozialer Vorgänge (Makroebene) im Handeln der einzelnen daran beteiligten Personen (Mikroebene) ihre kausale Begründung. Als Folge „sind auch soziale Phänomene wie Institutionen, Normen, soziale Strukturen usw. […] über individuelles Handeln zu erklären“. Einen Gegensatz zum methodologischen Individualismus bildet der methodologische Kollektivismus; vermittelnde Ansätze wie die soziologische Netzwerktheorie setzen sich kritisch davon ab.

## Grundidee
Die Kernidee des methodologischen Individualismus ist es, soziale Phänomene aus dem Blickwinkel des absichtsgeleiteten Handelns einzelner Individuen zu betrachten. Die Individuen befinden sich dabei innerhalb eines Systems von Interaktionsbeziehungen mit anderen Individuen. Der methodologische Individualismus ist damit solchen sozialwissenschaftlichen Analysemethoden entgegengesetzt, die „Aggregate“ wie soziale Klassen, Bevölkerungsgruppen oder Nationen als elementare Einheiten der Analyse nutzen.
Oft wird in den empirisch-analytisch arbeitenden Wissenschaften dabei von einem Modell des rationalen, seine eigenen Interessen verfolgenden und seinen Nutzen maximierenden Menschen (homo oeconomicus) ausgegangen, gelegentlich auch in der modifizierten Variante des so genannten RREEMM.
Die Benennung als methodologischer Individualismus soll die strenge Abgrenzung vom philosophischen Individualismus (auch: ontologischer Individualismus) kennzeichnen, der Aussagen über den realen Menschen macht. Im Gegensatz dazu geht es dem methodologischen Individualismus nicht um das „wahre Wesen des Menschen“. Seine anthropologischen Annahmen (conditio humana) sind rein instrumentell bzw. analytisch zu verstehen. Die Annahmen tragen zur Erklärung sozialer Phänomene bei, die – etwa aus Sicht des Kritischen Rationalismus – genutzt werden können, um empirisch falsifizierbare Hypothesen über diese Phänomene zu generieren.
Gelegentlich wird zwischen einer starken und einer schwachen Version des methodologischen Individualismus unterschieden. Während die starke behauptet, alle sozialen Phänomene sollten durch Individuen und ihre Interaktionen erklärt werden, misst die schwache Variante auch sozialen Institutionen (z. B. der Schule) und anderen gesellschaftlichen Strukturen eine wichtige Rolle in sozialwissenschaftlichen Erklärungen zu (Mesoebene).

## Makro-Mikro-Makro-Schema

Coleman’sche Badewanne

Ein wichtiges Beispiel für die Anwendung des methodischen Individualismus ist das Makro-Mikro-Makro-Schema. Dieser Ansatz geht auf James Samuel Coleman zurück (auch: Coleman’sche Badewanne) und besagt, dass zwischen zwei beobachteten gesellschaftlichen Phänomenen (1, 4) zunächst ein Zusammenhang unterstellt wird (Kollektivhypothese). Um die Kollektivhypothese zu untersuchen, bedarf es der Überprüfung des Verhaltens und der Handlungen auf der Individualebene (2, 3). Hierzu wird eine Brückenhypothese (a) formuliert, die als Randbedingung der Akteure deren Merkmal(e) konstituiert (2). Die individuelle Handlung (3) wird durch die individuelle Handlungstheorie (b) determiniert. Um die Ausgangsfrage zu klären und zur kollektiven Handlung (4) zu gelangen, bedarf es einer Aggregationsregel (c), die die individuellen Handlungen in kollektive Handlungsergebnisse umwandelt.

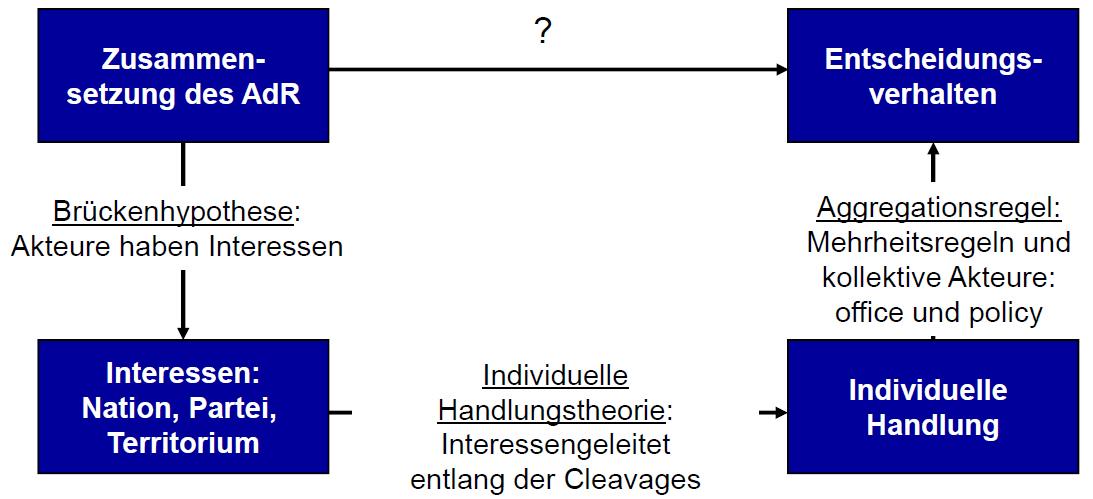
Coleman’sche Badewanne am Beispiel des AdR

Betrachten wir ein Beispiel. Um das Entscheidungsverhalten (Aggregatmerkmal) der Mitglieder im Ausschuss der Regionen (AdR) in Abhängigkeit von dessen Zusammensetzung (Kollektivmerkmal) zu erklären, werden die Interessen (Individualmerkmal) der im AdR vertretenen Akteure betrachtet. Die Brückenhypothese lautet hier: Akteure haben Interessen. Die Akteursinteressen (beispielsweise Nation, Partei, Territorium) werden in individuelle Handlungen (Individualmerkmal) umgesetzt. Hierzu bedarf es einer überprüfbaren individuellen Handlungstheorie (Individualhypothese). Beispielsweise könnten die Interessen entlang von Cleavages entstehen. Um schließlich das Entscheidungsverhalten im AdR (Aggregatmerkmal) zu erklären, bedarf es einer geeigneten Aggregationsregel. Im AdR kämen hierfür die vorhandenen institutionellen Regeln, beispielsweise Mehrheitsregeln, und individuelle Machtoptimierung beziehungsweise die Implementation erwünschter Politikinhalte in Frage.
Die Zusammensetzung des AdR erklärt somit über die Handlungen von Individuen das Entscheidungsverhalten dieser Institution.

## Kritik
Der methodologische Individualismus wird aus zwei unterschiedlichen Richtungen kritisiert:
1. vom Standpunkt des methodologischen Kollektivismus (auch: methodologischer Holismus), der von sozialen Kollektiven als „Ganzheiten“ ausgeht, z. B. soziologische Systemtheorien oder auch marxistische Theorien.
2. aus Richtungen, die sowohl den Individualismus als auch den Holismus für einseitig halten und versuchen diese beiden Perspektiven zu verbinden (z. B. Pierre Bourdieu, Norbert Elias, Ulrich Beck). Charles Cooley betrachtet den Gegensatz Individuum/Gesellschaft als künstliche, reine Begriffsdogmatik, das menschliche Individuum sei wesentlich gesellschaftlich.